# 中国共产党第十八届中央委员会候补委员列表

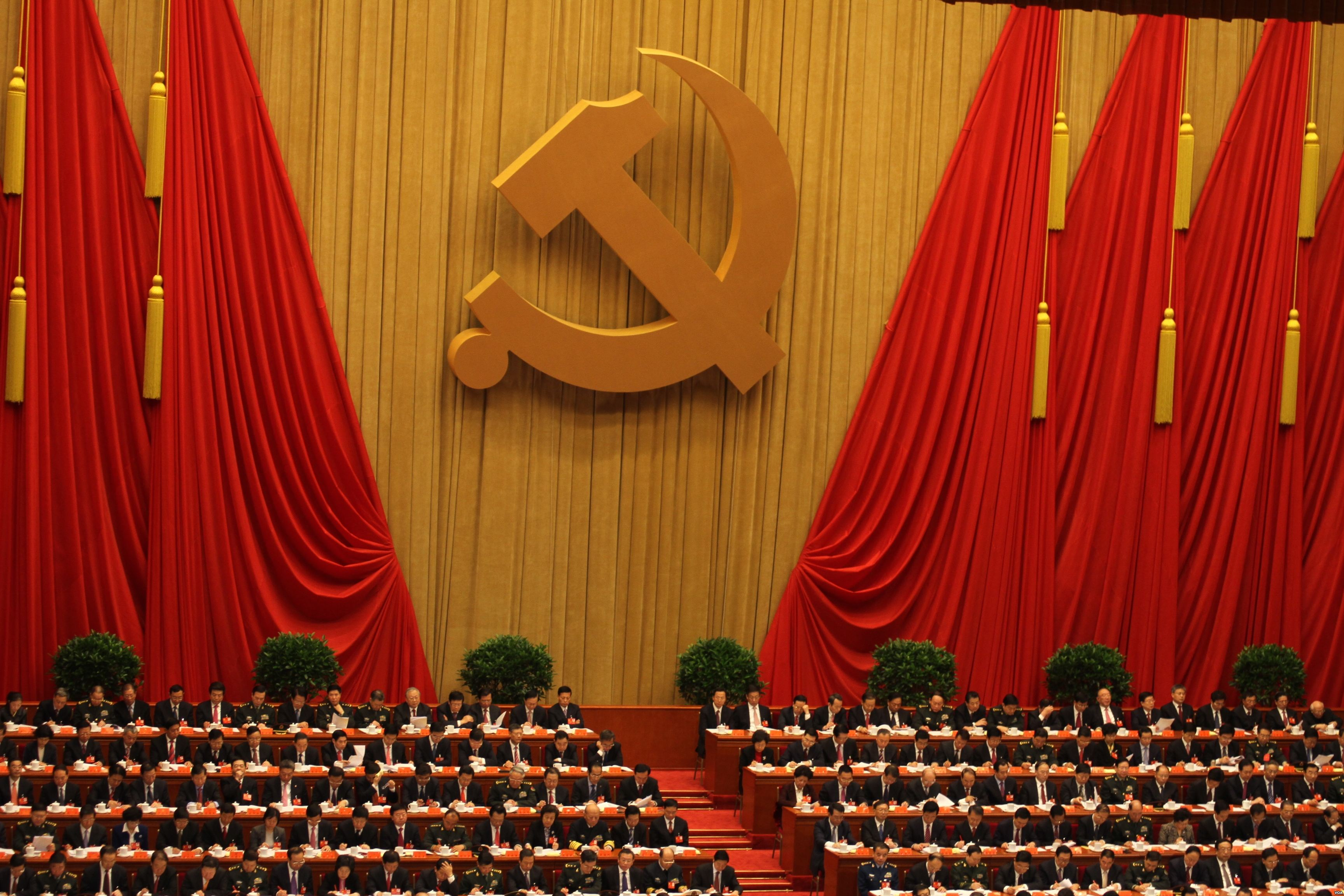
中共十八大会场人民大会堂

中国共产党第十八次全国代表大会于2012年11月8日至14日在中國北京召开。出席大会的代表2268人，特邀代表57人，代表当时全国8260万名党员。根据2012年10月22日中央政治局讨论通过的“两委”候选人预备人选建议名单，十八届中央候补委员候选人共190人。经过各代表团预选，11月13日，大会主席团第三次会议最终通过了“两委”候选人名单。11月14日，大会进行正式选举，171人当选中国共产党第十八届中央委员会候补委员。第十八届中央委员会候补委员的任期是2012年11月14日至2017年10月24日。十八届候补中央委员中，有23位女性委员、29位少数民族委员、14位两院院士。在中国共产党第十八届中央委员会任内，有36位候补中央委员出缺，内中包括16人开除党籍，1人撤销党内职务，19人递补为中央委员。本表列出中国共产党第十八届中央委员会候补委员的出生年月、籍贯信息、任内要职及变动情况。

## 委员名单
- 中国共产党第十八次全国代表大会选举产生第十八届中央委员会候补委员171名，按得票多少为序
  - 马建堂、王作安、毛万春、刘晓凯（苗族）、陈志荣（黎族）、金振吉（朝鲜族）、赵宪庚、咸辉（女，回族）、莫建成、崔波、舒晓琴（女）、马顺清（回族）、王建军、朱明国（黎族）、刘学普（土家族）、李强、杨崇勇（满族）、余远辉（瑶族）、陈武（壮族）、陈鸣明（布依族）、竺延风、郑群良、赵金（彝族）、赵立雄（白族）、赵树丛、段春华、洛桑江村（藏族）、钱智民、高津、高广滨、梁国扬、谌贻琴（女，白族）、韩勇、蓝天立（壮族）、詹文龙、潘良时、艾虎生、旦科（藏族）、任学锋、刘胜、刘慧（女，回族）、李士祥、李宝善、李家洋、杨岳、杨学军、张杰、张岱梨（女）、张建平、陈川平、郝鹏、柯尊平、娄勤俭、姚引良、夏杰（女，回族）、徐松南、蒋伟烈、万立骏、王辉忠、牛志忠、邓凯、叶红专（土家族）、尔肯江·吐拉洪（维吾尔族）、刘玉亭、刘石泉、李康（女，壮族）、李昌平（藏族）、杨卫泽、陈左宁（女）、努尔兰·阿不都满金（哈萨克族）、林铎、金壮龙、赵爱明（女）、秦宜智、秦银河、高建国、郭剑波、黄坤明、黄新初、曹淑敏（女）、葛慧君（女）、曾维、于伟国、王宁、王军、王健、吕锡文（女）、阮成发、李希、李群、李云峰、李国英、吴曼青、沈素琍（女）、范长秘、欧阳坚（白族）、赵玉沛、黄莉新（女）、龚克、梁黎明（女）、刀林荫（女，傣族）、马伟明、王敏、王文涛、牛红光、毛超峰、公保扎西（藏族）、朱善璐、任洪斌、汤涛、李金城、李宪生、李培林、吴政隆、张晓明、张喜武、张瑞敏、张瑞清、尚勇、胡和平、倪岳峰、殷方龙、曹广晶、雷春美（女，畲族）、王永春、许林平、孙金龙、金东寒、贺福初、夏德仁、鄂竟平、蒋超良、马正其、石泰峰、李玉妹（女）、杨晖、吴长海、宋丽萍（女）、张业遂、陈润儿、姜建清、梅克保、潘逸阳、丁薛祥、乌兰（女，蒙古族）、孙守刚、李佳、赵勇、徐乐江、曹清、蔡振华、万庆良、尹力、杜家毫、李春城、何立峰、陈刚、王荣、吉林、刘剑、李冰、张轩（女）、胡晓炼（女）、郭明义、王晓初、江小涓（女）、王洪章、胡怀邦、乙晓光、仇和、李小鹏
- 递补为中央委员：马建堂、王作安、毛万春、刘晓凯、陈志荣、金振吉、赵宪庚、咸辉、崔波、舒晓琴、马顺清、王建军、李强、陈武、陈鸣明、赵立雄、赵树丛、段春华、洛桑江村
- 十八大至十九大之间接受调查审查：李春城、王永春、万庆良、陈川平、朱明国、王敏、杨卫泽、仇和、潘逸阳、余远辉、吕锡文、范长秘、牛志忠、李云峰、杨崇勇、莫建成、张喜武
- 十九大至二十大之间接受调查审查：李士祥、曹广晶、李佳、胡怀邦、陈刚
- 二十大之后接受调查审查：韩勇、蓝天立（壮族）、刘慧（女，回族）

## 委员简介
共171名，按得票多少为序排列，得票相等的，按简化字姓氏笔画为序排列：
| 姓名                           | 肖像 | 出生年月   | 籍贯           | 任内要职 | 备注 | 参考                 |
| ------------------------------ | ---- | ---------- | -------------- | --- | --- | -------------------- |
| 马建堂                         |      | 1958年4月  | 山东滨州       | 国家统计局局长、党组书记 | 2014年10月23日十八届四中全会递补为中央委员。                                                            | [ 4 ] [ 5 ]          |
| 王作安                         |      | 1958年5月  | 江苏宜兴       | 国家宗教事务局局长、党组书记 | 2014年10月23日十八届四中全会递补为中央委员。                                                            | [ 4 ] [ 6 ]          |
| 毛万春                         |      | 1961年10月 | 河南汤阴       | 河南省委常委、洛阳市委书记（至2013年5月） 陕西省委常委、省委组织部部长（2013年5月起） | 2014年10月23日十八届四中全会递补为中央委员。                                                            | [ 4 ] [ 7 ]          |
| 刘晓凯 （苗族）                |      | 1962年3月  | 贵州台江       | 贵州省委常委、统战部部长 | 2015年10月29日十八届五中全会递补为中央委员。                                                            | [ 8 ] [ 9 ]          |
| 陈志荣 （黎族）                |      | 1957年12月 | 海南五指山     | 海南省人民政府副省长（至2015年5月） 海南省委常委（2015年4月起） 海南省委政法委书记（2015年5月起） | 2015年10月29日十八届五中全会递补为中央委员。                                                            | [ 8 ] [ 10 ]         |
| 金振吉 （朝鲜族）              |      | 1959年2月  | 吉林延吉       | 吉林省委常委、政法委书记 | 2015年10月29日十八届五中全会递补为中央委员。                                                            | [ 8 ] [ 11 ]         |
| 赵宪庚 院士                    |      | 1953年11月 | 山西忻州       | 中国工程物理研究院院长（至2015年9月） 中国工程院副院长（2015年9月起） | 2016年10月27日十八届六中全会递补为中央委员。                                                            | [ 12 ] [ 13 ]        |
| 咸辉 （女，回族）              |      | 1958年3月  | 甘肃定西       | 甘肃省委常委（至2016年6月） 甘肃省政府副省长（至2016年7月） 甘肃省政府党组副书记（2015年5月至2016年6月） 宁夏回族自治区党委副书记（2016年6月起） 自治区政府代主席、主席（2016年7月起） | 2016年10月27日十八届六中全会递补为中央委员。                                                            | [ 12 ] [ 13 ]        |
| 莫建成                         |      | 1956年3月  | 浙江嵊州       | 江西省委常委（至2015年12月） 江西省委组织部部长（至2013年7月） 江西省政府常务副省长（2013年7月至2015年9月） 江西省委副书记（2015年1月至12月） 中央纪委驻财政部纪检组组长（2015年12月至2017年8月） | 2017年8月27日涉嫌严重违纪接受组织审查， 9月23日公布开除党籍和公职。                                     | [ 14 ]               |
| 崔波                           |      | 1957年7月  | 山东邹城       | 宁夏回族自治区党委副书记（至2017年4月） 宁夏回族自治区党委秘书长（至2013年1月） 宁夏回族自治区党委党校校长（2013年8月至2017年4月） 宁夏回族自治区政协副主席、党组副书记（2017年1月起） | 2017年10月14日十八届七中全会递补为中央委员。                                                            | [ 15 ]               |
| 舒晓琴 （女）                  |      | 1956年9月  | 江西靖安       | 江西省委常委、政法委书记（至2013年4月） 江西省公安厅厅长、党委书记（至2013年4月） 国务院副秘书长（2013年4月起） 国家信访局局长、党组书记（2013年4月起） | 2017年10月14日十八届七中全会递补为中央委员。                                                            | [ 15 ]               |
| 马顺清 （回族）                |      | 1963年1月  | 青海西宁       | 青海省政府副省长（至2015年5月） 青海省委常委（2014年7月至2017年3月） 青海省委改革办主任、青海省总工会主席（2015年5月至2017年3月） 宁夏回族自治区党委常委（2017年3月起） 自治区政府副主席（2017年3月起） | 2017年10月14日十八届七中全会递补为中央委员。                                                            | [ 15 ]               |
| 王建军                         |      | 1958年6月  | 湖北十堰       | 青海省委副书记 青海省委政法委书记（至2013年2月） 青海省委党校校长（至2017年5月） 西宁市委书记（2014年5月至2015年5月） 青海省政府代省长、省长（2016年12月起） | 2017年10月14日十八届七中全会递补为中央委员。                                                            | [ 15 ]               |
| 朱明国 （黎族）                |      | 1957年5月  | 海南五指山     | 广东省委副书记（至2013年11月） 广东省委政法委书记（至2013年11月） 广东省政协主席（2013年1月至2014年11月） | 2014年11月28日涉嫌严重违纪接受组织审查， 2015年2月17日公布开除党籍和公职。                              | [ 16 ] [ 17 ] [ 18 ] |
| 刘学普 （土家族）              |      | 1957年10月 | 重庆石柱       | 重庆市委常委（至2017年5月） 重庆市委政法委书记（至2017年6月） 重庆市人大常委会副主任、党组副书记（2017年1月起） | | [ 19 ]               |
| 李强                           |      | 1959年7月  | 浙江瑞安       | 浙江省委副书记（至2016年6月） 浙江省委政法委书记（至2012年12月） 浙江省政府代省长、省长（2012年12月至2016年7月） 江苏省委书记（2016年6月起） 江苏省人大常委会主任（2017年2月起） | 2017年10月14日十八届七中全会递补为中央委员。                                                            | [ 15 ]               |
| 杨崇勇 （满族）                |      | 1955年11月 | 云南昆明       | 河北省委常委（至2015年12月） 河北省政府常务副省长（至2016年1月） 河北省人大常委会副主任、党组书记（2016年1月至2017年4月） | 2017年4月11日涉嫌严重违纪接受组织审查， 7月4日公布开除党籍和公职。                                      | [ 20 ]               |
| 余远辉 （瑶族）                |      | 1964年1月  | 广西恭城       | 广西壮族自治区党委常委（至2015年5月） 广西壮族自治区党委秘书长（至2013年5月） 南宁市委书记（2013年5月至2015年5月） | 2015年5月22日涉嫌严重违纪接受组织审查， 10月16日公布开除党籍和公职。                                    | [ 21 ] [ 22 ]        |
| 陈武 （壮族）                  |      | 1954年11月 | 广西崇左       | 广西壮族自治区党委常委 南宁市委书记（至2013年5月） 广西壮族自治区党委副书记（2013年3月起） 自治区政府代主席、主席（2013年3月起） | 2017年10月14日十八届七中全会递补为中央委员。                                                            | [ 15 ]               |
| 陈鸣明 （布依族）              |      | 1957年10月 | 贵州贵定       | 贵州省政府副省长 贵州行政学院院长（2013年1月起） | 2017年10月14日十八届七中全会递补为中央委员。                                                            | [ 15 ]               |
| 竺延风                         |      | 1961年3月  | 浙江奉化       | 吉林省委副书记（至2015年5月） 东风汽车公司董事长、党委书记（2015年5月起） | | [ 23 ]               |
| 郑群良 空军中将                |      | 1954年1月  | 辽宁瓦房店     | 济南军区副司令员、军区空军司令员（至2012年12月） 南京军区副司令员、军区空军司令员（2012年12月至2013年7月） 空军副司令员（2013年7月至2017年1月） | | [ 24 ] [ 25 ]        |
| 赵金 （彝族）                  |      | 1962年5月  | 云南禄丰       | 云南省委常委、宣传部部长 云南省委网信办主任（2015年5月起） | | [ 26 ]               |
| 赵立雄 （白族）                |      | 1956年12月 | 云南大理       | 云南省曲靖市委书记（至2013年1月） 云南省民族事务委员会主任、党组书记（2013年1月至2014年8月） 云南省民族宗教事务委员会主任、党组书记（2014年8月至2016年2月） 云南省人大常委会副主任（2016年1月起） | 2017年10月14日十八届七中全会递补为中央委员。                                                            | [ 15 ]               |
| 赵树丛                         |      | 1955年3月  | 山东诸城       | 国家林业局局长、党组书记（至2015年6月） | 2017年10月14日十八届七中全会递补为中央委员。                                                            | [ 15 ]               |
| 段春华                         |      | 1959年10月 | 河北容城       | 天津市委常委 天津市委秘书长（至2014年10月） 天津市总工会主席（2014年2月至11月） 天津市政府常务副市长（2015年11月起） 天津行政学院院长（2015年12月起） | 2017年10月14日十八届七中全会递补为中央委员。                                                            | [ 15 ]               |
| 洛桑江村 （藏族）              |      | 1957年7月  | 西藏察雅       | 西藏自治区党委常委 西藏自治区政府常务副主席（至2013年1月） 西藏自治区党委副书记（2013年1月起） 西藏自治区政府主席（2013年1月至2017年1月） 西藏自治区人大常委会主任（2017年1月起） | 2017年10月14日十八届七中全会递补为中央委员。                                                            | [ 15 ]               |
| 钱智民                         |      | 1960年11月 | 江苏宜兴       | 中国核工业集团公司总经理、党组副书记 | | [ 27 ]               |
| 高津 上将                      |      | 1959年4月  | 江苏靖江       | 第二炮兵部队参谋长（至2014年7月） 总参谋长助理（2014年7月至12月） 军事科学院院长（2014年12月至2015年12月） 战略支援部队司令员（2015年12月起） | 2013年7月晋升中将军衔， 2017年7月28日晋升上将军衔。                                                     | [ 28 ]               |
| 高广滨                         |      | 1963年5月  | 黑龙江哈尔滨   | 吉林省委常委 长春市委书记（至2015年11月） 吉林省政府常务副省长（2015年11月至2017年3月） 吉林省委副书记（2017年2月起） 吉林省委党校校长（2017年3月起） | | [ 29 ]               |
| 梁国扬                         |      | 1951年1月  | 台湾台中       | 全国台联党组书记（至2017年9月） 全国台联第八届理事会会长（至2012年12月） 全国台联第九届理事会副会长（2012年12月起） | | [ 30 ]               |
| 谌贻琴 （女，白族）            |      | 1959年12月 | 贵州织金       | 贵州省委常委 贵州省政府常务副省长（至2015年5月） 贵州省委副书记（2015年4月起） 贵州省委政法委书记（2015年4月至2017年9月） 贵州省法学会会长（2015年12月至2017年9月） 贵州省委党校校长（2017年4月起） 贵州省政府代省长（2017年9月起）                                                                                      | | [ 31 ]               |
| 韩勇                           |      | 1956年10月 | 吉林九台       | 新疆维吾尔自治区党委副书记（至2016年1月） 新疆维吾尔自治区党委组织部部长（至2013年7月） 新疆维吾尔自治区党委党校校长（至2015年4月） 新疆生产建设兵团党委书记、政委（正部长级，2015年4月至2016年1月） 陕西省政协主席（2016年1月起）                                                                                       | | [ 32 ]               |
| 蓝天立 （壮族）                |      | 1962年10月 | 广西河池       | 广西壮族自治区政府副主席 广西壮族自治区党委常委（2015年4月起） 广西壮族自治区政府党组副书记（2016年8月起） | | [ 33 ] [ 34 ]        |
| 詹文龙 院士                    |      | 1955年10月 | 福建厦门       | 中国科学院副院长（至2016年4月） | | [ 35 ] [ 36 ]        |
| 潘良时 中将                    |      | 1956年10月 | 河北清河       | 陆军第39集团军军长（至2013年12月） 北京卫戍区司令员（副大军区职，2013年12月至2016年8月） 北京市委常委（2015年2月至2017年3月） 陆军副司令员（2016年8月起） | 2015年7月23日晋升中将军衔。                                                                             | [ 37 ] [ 38 ]        |
| 艾虎生 中将                    |      | 1951年10月 | 河南禹县       | 成都军区副司令员（至2014年12月） | | [ 39 ]               |
| 旦科 （藏族）                  |      | 1962年9月  | 青海共和       | 青海省委常委（至2016年10月） 玉树藏族自治州委书记（至2013年1月） 青海省委统战部部长（至2016年10月） 西藏自治区党委常委（2016年10月起） 西藏自治区党委统战部部长（2016年11月起） 西藏自治区政协党组副书记（2016年11月起） 西藏自治区政协副主席（2017年1月起）                                                             | | [ 40 ]               |
| 任学锋                         |      | 1965年10月 | 河北邢台       | 天津市政府副市长（至2014年8月） 广东省委常委（2014年8月起） 广州市委书记（2014年8月起） 广东省委副书记（2017年2月起） | | [ 41 ]               |
| 刘胜 中将                      |      | 1956年2月  | 湖南茶陵       | 总装备部副部长（至2015年11月） 中央军委装备发展部副部长（副战区职，2015年11月起） | | [ 42 ]               |
| 刘慧 （女，回族）              |      | 1959年12月 | 天津           | 宁夏回族自治区党委常委（至2016年6月） 宁夏回族自治区政府副主席（至2013年4月） 宁夏回族自治区政府党组副书记（2013年2月至3月） 宁夏回族自治区党委副书记（2013年3月至2016年6月） 宁夏回族自治区政府代主席、主席（2013年3月至2016年7月） 国家民族事务委员会副主任、党组副书记（正部长级，2016年6月起）                       | | [ 43 ] [ 44 ]        |
| 李士祥                         |      | 1958年8月  | 北京           | 北京市委常委、市政府常务副市长（至2017年2月） 北京市政协副主席（2017年1月起） 北京市政协党组副书记（2017年2月起） | | [ 45 ] [ 46 ]        |
| 李宝善                         |      | 1955年8月  | 山西晋城       | 求是杂志社社长（至2014年4月） 人民日报社总编辑（2014年4月起） | | [ 47 ] [ 48 ]        |
| 李家洋 院士                    |      | 1956年7月  | 安徽肥西       | 农业部副部长（至2016年12月） 中国农业科学院院长（至2016年12月） | | [ 49 ]               |
| 杨岳                           |      | 1968年7月  | 辽宁兴城       | 福建省委常委、福州市委书记（至2016年6月） 江苏省委常委（2016年6月起） 江苏省政府副省长（2016年7月起） | | [ 50 ]               |
| 杨学军 中将 院士               |      | 1963年4月  | 山东武城       | 国防科学技术大学校长（至2017年7月） 军事科学院院长（2017年7月起） | 2013年7月晋升中将军衔。                                                                                 | [ 51 ] [ 52 ]        |
| 张杰 院士                      |      | 1958年1月  | 河北邢台       | 上海交通大学校长（副部长级，至2017年2月） 中国科学院副院长、中国科学院大学党委书记（2017年3月起） | | [ 53 ]               |
| 张岱梨 （女）                  |      | 1954年12月 | 山东成武       | 湖北省委常委、省委统战部部长（至2015年4月） 湖北省政府副省长（至2013年1月） 湖北省政协党组副书记（至2015年2月） 湖北省总工会主席（2013年7月至2015年7月） 湖北省人大常委会副主任（2015年2月起） 湖北省人大常委会党组副书记（2017年1月起）                                                                                 | | [ 54 ]               |
| 张建平 空军中将                |      | 1956年4月  | 江苏常州       | 广州军区副司令员、军区空军司令员（至2012年12月） 空军副司令员（2012年12月起） | | [ 55 ]               |
| 陈川平                         |      | 1962年2月  | 山西平陆       | 山西省委常委、太原市委书记（至2014年8月） | 2014年8月23日涉嫌严重违纪接受组织审查， 2015年2月17日公布开除党籍和公职。                               | [ 56 ] [ 57 ]        |
| 郝鹏                           |      | 1960年7月  | 陕西凤翔       | 西藏自治区党委副书记、自治区党委党校校长（至2013年3月） 青海省委副书记，省政府代省长、省长（2013年3月至2016年12月） 国务院国有资产监督管理委员会党委书记（2016年12月起） | | [ 58 ]               |
| 柯尊平                         |      | 1956年9月  | 陕西安康       | 四川省委常委（至2015年3月） 四川省委组织部部长、省委党校校长（至2013年5月） 四川省委副书记（2013年4月至2015年3月） 四川省政协主席（2015年1月起） | | [ 59 ]               |
| 娄勤俭                         |      | 1956年12月 | 贵州桐梓       | 陕西省委常委 陕西省政府副省长（至2013年1月） 陕西省委副书记（2012年12月至2016年3月） 陕西省政府代省长、省长（2012年12月至2016年4月） 陕西省委书记（2016年3月起） 陕西省人大常委会主任（2016年4月起） | | [ 60 ]               |
| 姚引良                         |      | 1956年7月  | 陕西户县       | 陕西省委常委（至2016年12月） 延安市委书记（至2015年6月） 陕西省政府常务副省长（2015年6月至2016年12月） 陕西省人大常委会党组副书记（2016年12月起） 陕西省人大常委会副主任（2017年1月起） | | [ 61 ]               |
| 夏杰 （女，回族）              |      | 1960年11月 | 山东禹城       | 河南省委常委、组织部部长（至2017年2月） 全国妇联副主席、书记处书记（2017年2月起） | | [ 62 ]               |
| 徐松南                         |      | 1956年6月  | 安徽枞阳       | 重庆市委常委（至2016年12月） 重庆市委组织部部长（至2013年6月） 重庆市纪委书记（2013年6月至2016年12月） 重庆市政协党组书记（2016年12月起） 重庆市政协主席（2017年1月起） | | [ 63 ]               |
| 蒋伟烈 海军中将                |      | 1955年11月 | 江苏常州       | 广州军区副司令员、南海舰队司令员（至2014年12月） 海军副司令员（2014年12月至2017年1月） | | [ 64 ] [ 65 ]        |
| 万立骏 院士                    |      | 1957年7月  | 辽宁大连       | 中国科学院化学研究所所长（至2013年1月） 中国科学技术大学校长（副部长级，2015年3月至2017年5月） 中国侨联党组书记（2017年5月起） 中国侨联主席（2017年6月起） | | [ 66 ] [ 67 ]        |
| 王辉忠                         |      | 1956年2月  | 浙江义乌       | 浙江省委常委（至2016年10月） 宁波市委书记、市人大常委会主任（至2013年4月） 浙江省委副书记、政法委书记（2013年4月至2016年10月） 浙江省人大常委会副主任（2016年1月起） 浙江省人大常委会党组书记（2017年1月起） | | [ 68 ] [ 69 ]        |
| 牛志忠 武警中将                |      | 1955年3月  | 河北乐亭       | 武警部队参谋长（至2015年7月） 武警部队副司令员（2015年7月至2016年） | 2016年10月27日公布已开除党籍。                                                                          | [ 70 ]               |
| 邓凯                           |      | 1959年12月 | 辽宁盖州       | 河南省委副书记（至2017年2月） 河南省委党校校长（至2017年2月） 河南行政学院院长（至2015年9月） 中华全国总工会党组副书记（2017年2月起） 中华全国总工会副主席、书记处书记（2017年9月起） | | [ 71 ]               |
| 叶红专 （土家族）              |      | 1958年6月  | 湖南龙山       | 湖南省湘西土家族苗族自治州委副书记、州人民政府州长（至2013年1月） 湖南省湘西土家族苗族自治州委书记（2013年1月起） | | [ 72 ]               |
| 尔肯江·吐拉洪 （维吾尔族）     |      | 1964年6月  | 新疆喀什       | 新疆维吾尔自治区党委常委（至2017年3月） 新疆维吾尔自治区总工会主席（至2015年1月） 中华全国总工会副主席 新疆塔城地委书记（2015年1月至2017年3月） 湖北省委常委（2017年3月起） 湖北省委统战部部长（2017年4月起） 湖北省政协党组副书记（2017年4月起） 湖北省总工会主席（2017年5月起）                                        | | [ 73 ]               |
| 刘玉亭                         |      | 1956年11月 | 河南洛宁       | 国家工商行政管理总局副局长、党组副书记（至2017年2月） | | [ 74 ]               |
| 刘石泉                         |      | 1963年1月  | 湖北大冶       | 中国航天科工集团第四研究院院长（至2013年1月） 中国航天科工集团公司副总经理（2013年1月起） | | [ 75 ]               |
| 李康 （女，壮族）              |      | 1957年5月  | 广西扶绥       | 广西壮族自治区政府副主席（至2015年12月） 广西壮族自治区红十字会会长（至2015年12月） 广西壮族自治区党委常委、统战部部长（2015年12月至2016年11月） 广西壮族自治区政协副主席（2017年1月起） | | [ 76 ]               |
| 李昌平 （藏族）                |      | 1961年1月  | 四川金川       | 四川省委常委、农工委主任（至2016年3月） 国家民族事务委员会副主任（2016年3月起） | | [ 77 ]               |
| 杨卫泽                         |      | 1962年8月  | 江苏常州       | 江苏省委常委、南京市委书记（至2015年1月） | 2015年1月4日涉嫌严重违纪接受组织审查， 7月31日公布开除党籍和公职。                                      | [ 78 ] [ 79 ]        |
| 陈左宁 院士 （女）             |      | 1957年10月 | 北京           | 国家并行计算工程技术研究中心总工程师 中国工程院副院长（2014年6月起） 中国科学技术协会副主席（2016年6月起） | | [ 80 ]               |
| 努尔兰·阿不都满金 （哈萨克族） |      | 1962年12月 | 新疆霍城       | 新疆维吾尔自治区党委常委（至2013年1月） 新疆维吾尔自治区政协主席（2013年1月起） | | [ 81 ]               |
| 林铎                           |      | 1956年3月  | 山东菏泽       | 黑龙江省委常委、哈尔滨市委书记（至2014年8月） 辽宁省委常委，省纪委书记（2014年8月至2016年3月） 甘肃省委副书记（2016年3月至2017年3月） 甘肃省政府代省长、省长（2016年4月至2017年4月） 甘肃省委书记（2017年3月起） 甘肃省人大常委会主任（2017年5月起）                                                                     | | [ 82 ]               |
| 金壮龙                         |      | 1964年3月  | 浙江舟山       | 中国商用飞机有限责任公司董事长、党委书记（至2017年6月） 中央军民融合发展委员会办公室常务副主任（正部长级，2017年6月起） | | [ 83 ] [ 84 ]        |
| 赵爱明 （女）                  |      | 1961年10月 | 河南安阳       | 四川省国资委主任、党委书记（至2013年7月） 四川省人大常委会副主任（2013年1月至7月） 江西省委常委、组织部部长（2013年7月起） | | [ 85 ] [ 86 ]        |
| 秦宜智                         |      | 1965年12月 | 河南新乡       | 西藏自治区党委常委、区政府常务副主席（至2013年3月） 共青团中央书记处第一书记（2013年3月至2017年9月） 国家质量监督检验检疫总局副局长（正部长级，2017年9月起） | | [ 87 ]               |
| 秦银河 中将                    |      | 1951年8月  | 河南西平       | 总后勤部副部长（至2014年12月） | | [ 88 ] [ 89 ]        |
| 高建国 中将                    |      | 1954年10月 | 山东胶南       | 沈阳军区政治部主任（至2013年12月） 沈阳军区副政治委员（2013年12月至2016年1月） 济南军区善后办政治委员（2016年1月起） | | [ 90 ] [ 91 ]        |
| 郭剑波 院士                    |      | 1960年3月  | 湖南桃源       | 中国电力科学研究院院长 | | [ 92 ]               |
| 黄坤明                         |      | 1956年11月 | 福建上杭       | 浙江省委常委、杭州市委书记、市人大常委会主任（至2013年10月） 中央宣传部副部长（2013年10月至2014年12月） 中央宣传部常务副部长（正部长级，2014年12月起） | | [ 93 ]               |
| 黄新初                         |      | 1957年10月 | 湖北孝感       | 四川省委常委（至2017年5月） 成都市委书记（至2016年7月） 四川省人大常委会副主任、党组副书记（2017年1月起） | | [ 94 ]               |
| 曹淑敏 （女）                  |      | 1966年7月  | 河北辛集       | 中国信息通信研究院院长（至2016年8月） 江西省鹰潭市委副书记（2016年8月至2017年1月） 鹰潭市代市长、市长（2016年8月至2017年7月） 鹰潭市委书记（2017年1月起） | | [ 95 ]               |
| 葛慧君 （女）                  |      | 1963年3月  | 浙江诸暨       | 浙江省委常委、宣传部部长 浙江省政府副省长（至2013年1月） | | [ 96 ]               |
| 曾维                           |      | 1956年12月 | 辽宁西丰       | 辽宁省委常委（至2016年12月） 沈阳市委书记（至2016年8月） 辽宁省委副书记（2015年7月至2016年12月） 辽宁省人大常委会党组书记（2016年12月起） 辽宁省人大常委会副主任（2017年1月起） | | [ 97 ]               |
| 于伟国                         |      | 1955年10月 | 山东威海       | 福建省委常委 厦门市委书记（至2013年5月） 福建省委副书记（2013年4月起） 福建省政府代省长、省长（2015年11月起） | | [ 98 ]               |
| 王宁 武警上将                  |      | 1955年8月  | 山东荣成       | 北京军区参谋长（至2013年7月） 副总参谋长（2013年7月至2014年12月） 武警部队司令员（2014年12月起） | | [ 99 ]               |
| 王军                           |      | 1958年11月 | 河南商丘       | 财政部副部长、党组副书记（至2013年3月） 国家税务总局局长、党组书记（2013年3月起） | | [ 100 ]              |
| 王健 中将                      |      | 1954年6月  | 河南汝南       | 济南军区政治部主任（至2012年12月） 北京军区副政治委员（2012年12月至2016年1月） | | [ 101 ] [ 102 ]      |
| 吕锡文 （女）                  |      | 1955年7月  | 浙江宁波       | 北京市委常委（至2015年11月） 北京市委组织部部长（至2013年4月） 北京市委副书记（2013年4月至2015年11月） 北京市委党校校长、北京行政学院院长（2013年7月至2015年11月） | 2015年11月11日涉嫌严重违纪接受组织审查， 7月31日公布开除党籍和公职。                                    | [ 103 ] [ 104 ]      |
| 阮成发                         |      | 1957年10月 | 湖北武汉       | 湖北省委常委（至2016年12月） 武汉市委书记、市人大常委会主任（至2016年12月） 云南省委副书记（2016年12月起） 云南省政府代省长、省长（2016年12月起） | | [ 105 ]              |
| 李希                           |      | 1956年10月 | 甘肃两当       | 上海市委常委（至2014年4月） 上海市委组织部部长（至2013年4月） 上海市委副书记（2013年4月至2014年4月） 辽宁省委副书记（2014年4月至2015年4月） 辽宁省政府代省长、省长（2014年5月至2015年4月） 辽宁省委书记（2015年4月起） 辽宁省人大常委会主任（2015年6月起）                                                               | | [ 106 ]              |
| 李群                           |      | 1962年2月  | 山东威海       | 山东省委常委 青岛市委书记（至2017年3月） 山东省政府常务副省长（2017年4月起） 山东行政学院院长（2017年4月起） | | [ 107 ]              |
| 李云峰                         |      | 1957年3月  | 江苏句容       | 江苏省委常委，省政府常务副省长（至2016年5月） | 2016年5月30日涉嫌严重违纪接受组织审查， 2017年4月7日公布开除党籍和公职。                                | [ 108 ] [ 109 ]      |
| 李国英                         |      | 1963年12月 | 河南禹州       | 水利部副部长（至2015年7月） 安徽省委副书记（2015年7月起） 安徽省委党校校长（2015年8月至2016年11月） 安徽省政府代省长、省长（2016年9月起） | | [ 110 ]              |
| 吴曼青 院士                    |      | 1965年8月  | 安徽桐城       | 中国电子科技集团公司第三十八研究所所长、党委副书记（至2012年12月） 中国电子科技集团公司总工程师，电子科学研究院（总体研究院）院长（2012年12月起） | | [ 111 ]              |
| 沈素琍 （女）                  |      | 1958年5月  | 江苏涟水       | 安徽省委常委、统战部部长（至2016年11月） 安徽省社会主义学院院长（至2015年12月） 安徽省人大常委会党组副书记（2016年11月起） 安徽省人大常委会副主任（2017年1月起） | | [ 112 ]              |
| 范长秘 中将                    |      | 1955年6月  | 山东乐陵       | 兰州军区政治部主任（至2014年7月） 兰州军区副政委（2014年7月至12月） | 2013年7月晋升中将军衔。 2014年12月因涉嫌违法犯罪被军事检察机关立案侦查， 2016年10月27日公布已开除党籍。 |                      |
| 欧阳坚 （白族）                |      | 1957年9月  | 云南剑川       | 甘肃省委副书记、省委党校校长（至2017年3月） 甘肃省政协副主席、党组副书记（2017年1月起） | | [ 113 ]              |
| 赵玉沛 院士                    |      | 1954年7月  | 吉林长春       | 北京协和医院院长 中国科协副主席（2016年6月起） | | [ 114 ]              |
| 黄莉新 （女）                  |      | 1962年8月  | 江苏宿迁       | 江苏省委常委 无锡市委书记（至2015年1月） 南京市委书记（2015年1月至2016年9月） 江苏省政府常务副省长（2016年10月起） 江苏省行政学院院长（2016年11月起） 江苏省委副书记（2017年7月起） | | [ 115 ]              |
| 龚克                           |      | 1955年6月  | 湖南湘潭       | 南开大学校长（副部长级） | | [ 116 ]              |
| 梁黎明 （女）                  |      | 1961年1月  | 浙江新昌       | 浙江省政府副省长 | | [ 117 ] [ 118 ]      |
| 刀林荫 （女，傣族）            |      | 1959年5月  | 云南景洪       | 云南省西双版纳傣族自治州州委副书记、州政府州长（至2013年3月） 云南省人大常委会副主任（2013年1月起） | | [ 119 ]              |
| 马伟明 海军少将 院士           |      | 1960年4月  | 江苏扬中       | 海军工程大学电气工程学院电力电子技术研究所主任 中国科协副主席（2016年6月起） | | [ 120 ]              |
| 王敏                           |      | 1956年11月 | 山东济阳       | 山东省委常委、济南市委书记（至2014年12月） | 2014年12月18日涉嫌严重违纪接受组织审查， 2015年2月17日开除党籍和公职。                                  | [ 121 ] [ 122 ]      |
| 王文涛                         |      | 1964年5月  | 江苏南通       | 江西省委常委、南昌市委书记（至2015年3月） 山东省委常委、济南市委书记（2015年3月起） 山东省委副书记（2017年3月起） | | [ 123 ]              |
| 牛红光 中将                    |      | 1951年10月 | 山东安丘       | 总装备部副部长（至2014年12月） | | [ 39 ]               |
| 毛超峰                         |      | 1965年12月 | 河南柘城       | 河南省委常委、政法委书记（至2012年12月） 海南省委常委（2012年12月起） 海南省委政法委书记（2013年1月至2015年5月） 海南省政府常务副省长（2015年1月起） 海南省行政学院院长（2017年7月起） | | [ 124 ]              |
| 公保扎西 （藏族）              |      | 1962年10月 | 青海化隆       | 西藏自治区党委常委、统战部部长（至2016年10月） 西藏自治区政协副主席（至2016年12月） 西藏自治区政协党组书记（至2016年11月） 青海省委常委（2016年12月起） 青海省委统战部部长（2017年1月起） | | [ 125 ]              |
| 朱善璐                         |      | 1953年11月 | 辽宁沈阳       | 北京大学党委书记（副部长级，至2016年12月） | | [ 126 ]              |
| 任洪斌                         |      | 1963年4月  | 吉林双辽       | 中国机械工业集团董事长、党委副书记 | | [ 127 ]              |
| 汤涛                           |      | 1962年7月  | 湖北英山       | 山西省委常委、组织部部长（至2014年8月） 人力资源和社会保障部副部长（2014年8月起） | | [ 128 ]              |
| 李金城                         |      | 1963年10月 | 安徽宿松       | 中铁第一勘察设计院集团公司副院长 | | [ 129 ]              |
| 李宪生                         |      | 1954年9月  | 山西阳曲       | 海南省委副书记（至2014年12月） 海南省委党校校长（至2015年1月） 海南省人大常委会党组副书记（2014年12月起） 海南省人大常委会副主任（2015年2月起） | | [ 130 ]              |
| 李培林 学部委员                |      | 1955年5月  | 山东济南       | 中国社会科学院社会学研究所所长（至2013年7月） 中国社会科学院副院长（2013年7月起） | | [ 131 ]              |
| 吴政隆                         |      | 1964年11月 | 江苏南京       | 重庆市委常委（至2014年9月） 万州区委书记（至2013年11月） 重庆市委秘书长，市直机关工委书记（2013年5月至2014年9月） 山西省委常委、太原市委书记（2014年9月至2016年9月） 江苏省委副书记（2016年9月起） 南京市委书记（2016年9月至2017年5月） 江苏省政府代省长、省长（2017年5月起）                                            | | [ 132 ]              |
| 张晓明                         |      | 1963年9月  | 江苏泰兴       | 国务院港澳事务办公室副主任（至2012年12月） 中央香港工委书记、香港中联办主任（2012年12月至2017年9月） 国务院港澳事务办公室主任（2017年9月起） | | [ 133 ]              |
| 张喜武                         |      | 1958年10月 | 内蒙古通辽     | 神华集团有限责任公司董事长、党组书记（至2014年2月） 国务院国资委党委副书记、副主任（2014年2月至2017年7月） | 2017年7月3日给予撤销党内职务处分， 降为正厅级非领导职务。                                               | [ 134 ]              |
| 张瑞敏                         |      | 1949年1月  | 山东莱州       | 海尔集团党委书记、董事局主席、首席执行官 | | [ 135 ]              |
| 张瑞清 武警中将                |      | 1955年1月  | 河北阳原       | 武警部队北京总队政治委员（至2012年12月） 武警部队副政治委员（2012年12月起） | | [ 136 ]              |
| 尚勇                           |      | 1957年1月  | 山东梁山       | 江西省委副书记、省委党校校长（至2014年6月） 中国科协党组书记（2014年6月至2017年8月） 中国科协书记处第一书记（2014年9月至2017年8月） 中国科协常务副主席（2015年1月至2017年8月） 国家食品药品监督管理总局副局长（正部长级，2017年8月起）                                                                                   | | [ 137 ]              |
| 胡和平                         |      | 1962年10月 | 山东临沂       | 清华大学党委书记（副部长级，至2013年11月） 浙江省委常委、组织部部长（2013年11月至2015年4月） 陕西省委副书记（2015年4月起） 陕西省政府代省长、省长（2016年4月起） | | [ 138 ]              |
| 倪岳峰 海关总监                |      | 1964年9月  | 安徽岳西       | 福建省政府副省长（至2013年6月） 福建省委常委（2013年6月至2017年5月） 福建省纪委书记（2013年6月至2016年10月） 福州市委书记（2016年8月至2017年5月） 福建省委副书记（2016年11月至2017年5月） 海关总署党组书记（2017年5月起） 海关总署副署长（2017年6月起）                                                                  | | [ 139 ]              |
| 殷方龙 上将                    |      | 1953年11月 | 江苏扬中       | 总政治部副主任（至2016年1月） 中部战区政治委员（2016年1月起） | 2015年7月晋升上将军衔。                                                                                 | [ 140 ]              |
| 曹广晶                         |      | 1964年3月  | 山东邹平       | 中国长江三峡集团公司董事长、党组书记（至2014年3月） 湖北省政府副省长（2014年5月起） | | [ 141 ]              |
| 雷春美 （女，畲族）            |      | 1959年1月  | 福建福安       | 福建省政协副主席（至2015年1月） 福建省委统战部部长、省社会主义学院院长 福建省委常委（2015年1月起） | | [ 142 ]              |
| 王永春                         |      | 1960年7月  | 吉林乾安       | 中国石油天然气集团公司副总经理（至2013年8月） 大庆油田有限责任公司总经理（至2013年8月） 大庆石油管理局局长、大庆油田党委副书记（至2013年8月） | 2013年8月26日涉嫌严重违纪接受组织审查， 2014年6月30日公布开除党籍和公职。                               | [ 143 ] [ 144 ]      |
| 许林平 中将                    |      | 1957年3月  | 湖南石门       | 陆军第38集团军军长（至2013年12月） 兰州军区副司令员（2013年12月至2016年1月） 西部战区副司令员（2016年1月起） | 2015年7月晋升中将军衔。                                                                                 | [ 145 ]              |
| 孙金龙                         |      | 1962年1月  | 湖北钟祥       | 安徽省委副书记（至2013年4月） 湖南省委副书记（2013年4月至2016年2月） 新疆维吾尔自治区党委副书记（2016年2月起） 新疆生产建设兵团党委书记、政治委员（正部长级，2016年2月起） | | [ 146 ]              |
| 金东寒 院士                    |      | 1961年1月  | 黑龙江绥化     | 中国船舶重工集团公司第711研究所所长兼总工程师（至2015年6月） 上海大学校长（2015年6月起） 上海大学党委书记（2017年9月起） | | [ 147 ]              |
| 贺福初 少将 院士               |      | 1962年5月  | 湖南澧县       | 军事医学科学院院长（至2015年11月） 中央军委科学技术委员会副主任（2015年11月至2017年6月） 军事科学院副院长（2017年6月起） | | [ 148 ] [ 149 ]      |
| 夏德仁                         |      | 1955年6月  | 山东荣成       | 辽宁省委副书记（至2013年4月） 辽宁省政协主席（2013年1月起） 辽宁省政协党组书记（2013年2月起) | | [ 150 ]              |
| 鄂竟平                         |      | 1956年1月  | 山东荣成       | 国务院南水北调办主任、党组书记 | | [ 151 ]              |
| 蒋超良                         |      | 1957年8月  | 湖南汨罗       | 中国农业银行董事长、党委书记（至2014年8月） 吉林省委副书记（2014年8月至2016年10月） 吉林省政府代省长、省长（2014年9月至2016年10月） 湖北省委书记（2016年10月起） 湖北省人大常委会主任（2017年1月起） | | [ 152 ]              |
| 马正其                         |      | 1959年3月  | 重庆永川       | 重庆市委常委，市政府常务副市长（至2013年4月） 国家工商行政管理总局副局长（2013年4月起） | | [ 153 ]              |
| 石泰峰                         |      | 1956年9月  | 山西榆社       | 江苏省委副书记（至2017年4月） 江苏省委党校校长（至2015年12月） 苏州市委书记（2014年6月至2015年12月） 江苏省政府代省长、省长（2015年12月至2017年4月） 宁夏回族自治区党委书记（2017年4月起） 宁夏回族自治区人大常委会主任（2017年6月起）                                                                                   | | [ 154 ]              |
| 李玉妹 （女）                  |      | 1956年10月 | 山东沂南       | 广东省委常委、省委组织部部长、省委党校校长（至2017年1月） 广东省人大常委会主任（2017年1月起） | | [ 155 ]              |
| 杨晖 中将                      |      | 1963年     | 山东青岛       | 南京军区参谋长（至2016年1月） 东部战区副司令员兼参谋长（2016年1月起） | 2013年7月晋升中将军衔。                                                                                 | [ 156 ]              |
| 吴长海 中将                    |      | 1954年2月  | 辽宁新民       | 南京军区政治部主任（至2014年12月） 南京军区副政治委员（2014年12月至2016年1月） 南京军区善后办政治委员（2016年1月至2017年1月） | | [ 157 ] [ 158 ]      |
| 宋丽萍 （女）                  |      | 1962年12月 | 山西黎城       | 深圳证券交易所党委副书记、总经理（至2016年4月） 中国上市公司协会党委副书记、执行副会长（2016年4月起） | | [ 159 ]              |
| 张业遂                         |      | 1953年10月 | 湖北天门       | 驻美利坚合众国特命全权大使（至2012年12月） 外交部副部长（2012年12月起） 外交部党委书记（2013年3月起） | | [ 160 ]              |
| 陈润儿                         |      | 1957年10月 | 湖南茶陵       | 湖南省委常委、长沙市委书记（至2013年4月） 黑龙江省委副书记（2013年4月至2016年3月） 河南省委副书记（2016年3月起） 河南省政府省长（2016年4月起） | | [ 161 ]              |
| 姜建清                         |      | 1953年2月  | 上海           | 中国工商银行党委书记、董事长（至2016年5月） | | [ 162 ]              |
| 梅克保                         |      | 1957年3月  | 湖南汉寿       | 湖南省委副书记（至2013年1月） 国家质量监督检验检疫总局副局长、党组副书记（2013年1月至2017年5月） | | [ 163 ]              |
| 潘逸阳                         |      | 1961年8月  | 广东惠阳       | 内蒙古自治区党委常委、自治区政府常务副主席（至2014年9月） 内蒙古行政学院院长（至2014年9月） | 2014年9月17日涉嫌严重违纪接受组织审查， 2015年10月16日公布开除党籍和公职。                              | [ 164 ] [ 165 ]      |
| 丁薛祥                         |      | 1962年9月  | 江苏南通       | 上海市委常委、政法委书记（至2013年5月） 中央办公厅副主任兼国家主席办公室主任（2013年5月起，2015年明确为正部长级） | | [ 166 ] [ 167 ]      |
| 乌兰 （女，蒙古族）            |      | 1962年11月 | 内蒙古科左中旗 | 内蒙古自治区党委常委、宣传部部长（至2016年10月） 湖南省委副书记（2016年10月起） | | [ 168 ]              |
| 孙守刚                         |      | 1965年8月  | 山东利津       | 山东省委常委、宣传部部长 | | [ 169 ]              |
| 李佳                           |      | 1961年1月  | 辽宁大连       | 内蒙古自治区党委副书记，内蒙古党校校长 内蒙古自治区党委政法委书记（第一次至2016年2月，第二次2016年11月起） | | [ 170 ]              |
| 赵勇                           |      | 1963年1月  | 湖南益阳       | 河北省委副书记（至2016年12月） 国家体育总局副局长（2016年12月起） | | [ 171 ]              |
| 徐乐江                         |      | 1959年4月  | 山东新泰       | 宝钢集团有限公司董事长（至2016年10月） 宝钢集团有限公司党委书记（2014年1月至2016年10月） 工业和信息化部副部长（2016年12月至2017年4月） 中央统战部副部长、全国工商联党组书记（2017年4月起） 全国工商联常务副主席（2017年7月起）                                                                                           | | [ 172 ]              |
| 曹清 中将                      |      | 1952年12月 | 河北平山       | 中央警卫局局长（至2014年12月） 北京军区副司令员（2014年12月至2016年1月） | | [ 173 ]              |
| 蔡振华                         |      | 1961年9月  | 江苏无锡       | 国家体育总局副局长 | | [ 174 ]              |
| 万庆良                         |      | 1964年2月  | 广东五华       | 广东省委常委、广州市委书记（至2014年6月） | 2014年6月27日涉嫌严重违纪接受组织审查， 10月9日公布开除党籍和公职。                                     | [ 175 ] [ 176 ]      |
| 尹力                           |      | 1962年8月  | 山东临邑       | 卫生部副部长（至2013年4月） 国家食品药品监督管理局局长、党组书记（至2013年4月） 国家食品药品监督管理总局副局长、党组副书记（2013年4月至2015年3月） 国家卫生和计划生育委员会副主任（2013年4月至2015年3月） 四川省委副书记（2015年3月起） 四川省委宣传部部长（2015年4月至2016年1月） 四川省政府代省长、省长（2016年1月起） | | [ 177 ]              |
| 杜家毫                         |      | 1955年7月  | 浙江宁波       | 黑龙江省委副书记、政法委书记（至2013年3月） 湖南省委副书记（2013年3月至2016年8月） 湖南省政府代省长、省长（2013年4月至2016年9月） 湖南省委书记（2016年8月起） 湖南省人大常委会主任（2017年1月起） | | [ 178 ]              |
| 李春城                         |      | 1956年4月  | 辽宁海城       | 四川省委副书记、省委民工委书记（至2012年12月） | 2012年12月6日涉嫌严重违纪接受组织审查， 2014年4月29日公布开除党籍和公职。                               | [ 179 ] [ 180 ]      |
| 何立峰                         |      | 1955年2月  | 广东兴宁       | 天津市委副书记（至2013年4月） 滨海新区区委书记（至2013年2月） 天津市政协主席（2013年1月至2014年7月） 国家发展和改革委员会副主任、党组副书记（正部长级，2014年6月至2017年2月） 国家发展和改革委员会主任、党组书记（2017年2月起）                                                                                          | | [ 181 ]              |
| 陈刚                           |      | 1966年5月  | 湖北崇阳       | 北京市委常委，市政府副市长（至2017年2月） 国务院南水北调办副主任（2017年2月起） | | [ 182 ]              |
| 王荣                           |      | 1958年4月  | 江苏滨海       | 广东省委常委、深圳市委书记（至2015年3月） 广东省政协主席（2015年2月起） | | [ 183 ]              |
| 吉林                           |      | 1962年4月  | 上海           | 北京市委副书记（至2013年4月） 北京市委政法委书记、市委党校校长、市行政学院院长（至2013年7月） 北京市政协主席（2013年1月起） | | [ 184 ]              |
| 刘剑                           |      | 1970年2月  | 山东平阴       | 新疆维吾尔自治区阿勒泰地委书记（至2013年3月） 哈密地委书记（2013年3月至2016年5月） 哈密市委书记（2016年5月至2017年2月） 新疆维吾尔自治区民政厅党组书记、副厅长（2017年2月至6月） 国投健康产业投资有限公司董事长（2017年6月起）                                                                                           | | [ 185 ]              |
| 李冰                           |      | 1949年11月 | 黑龙江安达     | 中国作协党组书记、副主席（至2014年12月） 全国政协文史和学习委员会副主任（2015年2月起） | | [ 186 ]              |
| 张轩 （女）                    |      | 1958年5月  | 河北滦县       | 重庆市委副书记（至2013年6月） 重庆市委党校校长（至2013年4月） 重庆市人大常委会主任、党组书记（2013年1月起） | | [ 187 ]              |
| 胡晓炼 （女）                  |      | 1958年8月  | 湖北广水       | 中国人民银行副行长（至2015年2月） 中国进出口银行董事长、党委书记（2015年2月起） | | [ 188 ]              |
| 郭明义                         |      | 1958年12月 | 辽宁鞍山       | 鞍钢集团矿业公司齐大山铁矿生产技术室采场公路管理业务主管 中华全国总工会副主席（2013年10月起） | | [ 189 ]              |
| 王晓初                         |      | 1958年8月  | 山东荣成       | 中国电信集团公司董事长、党组书记（至2015年8月） 中国联合网络通信集团有限公司董事长、党组书记（2015年8月起） | | [ 190 ]              |
| 江小涓 （女）                  |      | 1957年6月  | 陕西西安       | 国务院副秘书长 | | [ 191 ]              |
| 王洪章                         |      | 1954年7月  | 辽宁昌图       | 中国建设银行董事长、党委书记（至2017年7月） | | [ 192 ]              |
| 胡怀邦                         |      | 1955年9月  | 河南鹿邑       | 交通银行董事长、党委书记（至2013年4月） 国家开发银行董事长、党委书记（2013年4月起） | | [ 193 ]              |
| 乙晓光 空军上将                |      | 1958年6月  | 江苏沭阳       | 南京军区副司令员、军区空军司令员（至2012年12月） 总参谋长助理（2012年12月至2014年7月） 副总参谋长（2014年7月至2015年11月） 中央军委联合参谋部副参谋长（2015年11月至2017年8月） 中部战区司令员（2017年8月起） | 2016年7月晋升上将军衔。                                                                                 | [ 194 ]              |
| 仇和                           |      | 1957年1月  | 江苏滨海       | 云南省委副书记、省委党校校长（至2015年3月） 云南行政学院院长（至2014年7月） | 2015年3月15日涉嫌严重违纪接受组织审查， 2015年7月31日公布开除党籍和公职。                               | [ 195 ] [ 79 ]       |
| 李小鹏                         |      | 1959年6月  | 四川成都       | 山西省委常委（至2016年8月） 山西省政府常务副省长（2012年12月） 山西省委副书记（2012年12月至2016年8月） 山西省政府代省长、省长（2012年12月至2016年8月） 交通运输部党组副书记（2016年8月起） 交通运输部部长（2016年9月起）                                                                                                 | | [ 196 ]              |